# Broncourt
Broncourt est une ancienne commune française du département de la Haute-Marne en région Grand Est. Elle est associée à la commune de Fayl-Billot depuis 1972.

## Histoire
La seigneurie de Broncourt appartenait au commandeur de la Romagne (ordre de Saint-Jean de Jérusalem).
En 1789, ce village dépend de la province de Champagne dans le bailliage de Chaumont.
Le 22 juin 1972, la commune de Broncourt est rattachée à celle de Fayl-Billot sous le régime de la fusion-association.

## Politique et administration
| Période                                  | Période  | Identité            | Étiquette | Qualité |
| ---------------------------------------- | -------- | ------------------- | --------- | ------- |
| avant 2002                               | En cours | Jean-Claude Marchal | DVD       |         |
| Les données manquantes sont à compléter. |          |                     |           |         |

## Démographie
| 1866 | 1872 | 1876 | 1881 | 1886 | 1891 | 1896 | 1901 | 1906 |
| ---- | ---- | ---- | ---- | ---- | ---- | ---- | ---- | ---- |
| 223  | 191  | 184  | 161  | 147  | 172  | 181  | 179  | 186  |

| 1911 | 1921 | 1926 | 1931 | 1936 | 1946 | 1954 | 1962 | 1968 |
| ---- | ---- | ---- | ---- | ---- | ---- | ---- | ---- | ---- |
| 171  | 148  | 152  | 143  | 146  | 144  | 127  | 115  | 127  |

## Lieux et monuments
- Église Notre-Dame-de-la-Nativité